# Madagasikara spinosa
Madagasikara spinosa es una especie de molusco gasterópodo de la familia Pachychilidae

## Distribución geográfica
Es  endémica de Madagascar.